# Gabinete de Segurança Institucional da Presidência da República
Das Gabinete de Segurança Institucional da Presidência da República (GSI; deutsch: Büro für institutionelle Sicherheit der Präsidentschaft der Republik) ist eine Einrichtung des Exekutivkabinetts der brasilianischen Bundesregierung. Es ist zuständig für die direkte Unterstützung des Präsidenten in Fragen der nationalen Sicherheit und Verteidigungspolitik. Aufgrund des Rücktritts des pensionierten Generals Marco Edson Gonçalves Dias wird es derzeit von Ricardo Cappelli geleitet.

## Verantwortlichkeiten
Das Gabinete de Segurança Institucional da Presidência da República (GSI) hat folgende Verantwortlichkeiten: Es unterstützt den Präsidenten direkt bei der Erfüllung seiner Pflichten und verhindert das Auftreten ernsthafter und unmittelbarer Bedrohungen der institutionellen Stabilität. Es organisiert die Reaktion des Krisenmanagements auf eine Bedrohung der nationalen und institutionellen Stabilität und bietet persönliche Beratung zu Militär- und Sicherheitsfragen. Das GSI koordiniert auch die nachrichtendienstlichen Aktivitäten und die Informationssicherheit des Bundes und gewährleistet die persönliche Sicherheit des Präsidenten, des Vizepräsidenten der Republik und ihrer Familien sowie anderer Persönlichkeiten, die Strafverfolgungsbefugnisse erhalten haben. Als zentrales Regierungsorgan dient es dem Schutz des brasilianischen Nuklearprogramms und überwacht dessen Sicherheit. Das GSI plant und koordiniert auch Veranstaltungen, an denen der Präsident voraussichtlich teilnehmen wird, sowohl im Inland als auch im Ausland mit Unterstützung des Außenministeriums. Des Weiteren bietet es Unterstützung bei Aktivitäten im Zusammenhang mit dem brasilianischen Luft- und Raumfahrtsektor und der Verhinderung von Terrorismus, einschließlich der Bereitstellung von Subventionen, falls erforderlich.

## Geschichte
Das GSI wurde 1999 durch Präsident Fernando Henrique Cardoso gegründet. Die Notwendigkeit einer Institution für Sicherheit ist jedoch keine neue Entwicklung in der brasilianischen Geschichte. Vor der Gründung des GSI lag die Verantwortung für die institutionelle Sicherheit bei verschiedenen Regierungsbehörden:
- 1930–1934: Generalstab der Provisorischen Regierung
- 1934–1938: Generalstab der Regierung
- 1938–1992: Militäramt
- 1992–1999: Verteidigungsministerium
- 1999–2015 (vorübergehend deaktiviert): GSI
- 2016 (reaktiviert durch Präsident Michel Temer): GSI